# 1338
سنة 1338 للميلاد كانت سنة بسيطة تبدأ يوم الخميس (الرابط يظهر نموذج التقويم الكامل للسنة) من التقويم اليولياني.

## أحداث

### تاريخها الدقيق غير معروف
- خلال أحداث حرب المئة عام قام الإمبراطور لويس الرابع بتعيين إدوارد الثالث ملك إنجلترا نائباً عاماً على الإمبراطورية الرومانية المقدسة، وهو ما دعم موقف الملك إدوارد في حقه في عرش فرنسا بعد معاهدة كوبلنز.
- قام فيليب السادس ملك فرنسا بمحاصرة مدينة غويين في جنوب غرب فرنسا، وذلك في نفس الوقت الذي قامت قواته البحرية فيه بمحاصرة مدينة بورتسموث في إنجلترا.
- إمبراطور اليابان يعطي أشيكاغا تاكا-أوجي لقب شوغون ليبدأ بذلك عصر شوغونية أشيكاغا.
- مدينة نيقوميديا تقع في قبضة الدولة العثمانية.

## مواليد
- 21 يناير - شارل الخامس ملك فرنسا.
- 3 فبراير - جان دي بوربون ملكة فرنسا.
- 5 أكتوبر - ألكسيوس الثالث إمبراطور طرابزون.
- 29 نوفمبر - ليونيل أنتويرب دوق كلارنس الأول.

### التاريخ الدقيق غير معروف
- جورج الأول إيرل مارش.
- محمد الخامس سلطان غرناطة.
- نيكولو الثاني ديستي ماركيز فيرارا.
- توماس بارون دي روس الرابع.
- مارغريت دي ستافورد.
- تفرتكو بان البوسنة.

## وفيات
- 8 أبريل - ستيفن غرفسند.
- 24 أبريل - ثيودور الأول ماركيز مونتفيرات.
- شهر مايو - الأسقف جون ويشارت.
- 5 مايو - الأمير تسونيناغا.
- 10 يونيو - كيتاباتاكي أكييه.
- شهر يوليو - الإيلخان محمد خان.
- 4 أغسطس - توماس إيرل نورفك الأول.
- 17 أغسطس - الساموراي نيتا يوشيسادا.
- 22 أغسطس - وليام الثاني دوق أثينا.
- 21 ديسمبر - الأسقف توماس هيمينهايل.

### التاريخ الدقيق غير معروف
- ألفونسو فادريكي.
- أوحدي المراغي.
- مارينو سانوتو الأكبر.
- نيتا يوشياكي.
- الأمير ناريناغا.